# Nico Veeken
Nico Veeken (Amsterdam, 24 mei 1949) is een voormalig Nederlands profvoetballer en trainer.
Hij speelde in zijn jeugd bij amateurclub RKSV Pancratius in Badhoevedorp en later in de jeugd bij Ajax, waar hij één jaar in het B-elftal voetbalde. Daarna speelde hij bij Blauw Wit en VV Uithoorn. In 1972 toonde N.E.C. interesse. Veeken besloot echter om bij de Belgische club KSV Waregem te gaan spelen. Na twee succesvolle seizoenen kreeg hij last van blessures; in zijn derde seizoen onderging hij twee knieoperaties en een liesoperatie. Hij werd vervolgens uitgeleend aan KRC Harelbeke. In 1976 ging Veeken toch bij N.E.C. spelen, waar hij het eerste seizoen 24 wedstrijden speelde en twee keer doel trof en het tweede opnieuw van oude blessures last had en niet verder geraakte dan 8 wedstrijden om dan definitief te stoppen.